# Euphrasia pectinata
Euphrasia pectinata là loài thực vật có hoa thuộc họ Cỏ chổi. Loài này được Ten. mô tả khoa học đầu tiên năm 1811.